# Humanoid Robotics Project
Humanoid Robotics Project (HRP) — проект по разработке человекоподобных роботов-помощников. Серия HRP также известна под именем «Прометей» («Promet»). Разработка финансируется министерством экономики, торговли и промышленности Японии (METI) и организацией по развитию новых энергетических и промышленных технологий (NEDO). Проект возглавляет компания «Кавада индастриз» при поддержке национального института передовой промышленной науки и технологии (AIST) и промышленного концерна «Кавасаки хэви индастриз».

## Обзор
Проект начался с трёх роботов Honda Серии P, купленных у компании «Хонда».
На их основе был разработан робот HRP-1 с оригинальными функциями, такими как система телеуправления.
Дальнейшее развитие проекта — робот HRP-2. Особенностью этого робота является то, что он может встать из положения лёжа на спине или лёжа на животе. К примеру, робот ASIMO этого сделать не может.
Последним представленным роботом серии HRP по состоянию на июнь 2011 года является HRP-4.

### Технические характеристики
|                        |                        | Honda P31 (1997)    |                     | HRP-1 (1997)        | HRP-2P (1998)       | HRP-2 Promet2 (2002)  | HRP-3P (2005) | HRP-3 Promet MK-II2 (2007) | HRP-4C (2009) | HRP-4 (2010) |
| ---------------------- | ---------------------- | ------------------- | ------------------- | ------------------- | ------------------- | --------------------- | ------------- | -------------------------- | ------------- | ------------ |
| Вес, кг                | Вес, кг                | 130                 | 130                 | 58                  | 58                  | 65                    | 68            | 43                         | 39            |              |
| Высота, см             | Высота, см             | 160                 | 160                 | 154                 | 154                 | 160                   | 160           | 158                        | 151           |              |
| Ширина, см             | Ширина, см             | 60,0                | 60,0                | 65,0                | 62,0                | 66,4                  | 69,3          |                            | 44,0          |              |
| Толщина, см            | Толщина, см            | 55,5                | 55,5                | 34,0                |                     | 36,3                  | 41,0          |                            | 27,0          |              |
| Скорость ходьбы, км/ч  | Скорость ходьбы, км/ч  | 2                   | 2                   | 2                   | 2                   | 2                     | 2             |                            |               |              |
| Аккумулятор            | Аккумулятор            | Ni-Zn 135 В / 6 А·ч | Ni-Zn 135 В / 6 А·ч | Ni-Zn 135 В / 6 А·ч | Ni-Mh 48 В / 18 А·ч | Ni-Mh 48 В / 14,8 А·ч |               |                            |               | Ni-Mh        |
| Время работы, минут    | Время работы, минут    | 25                  |                     | 25                  |                     |                       | 60            | 120                        | 20            |              |
| Число степеней свободы | Число степеней свободы | 28                  | 28                  | 30                  | 30                  | 36                    | 42            | 42                         | 34            |              |
| Датчики                | Стереокамера           | 2                   | 2                   | 3                   | 3                   | 3                     | 3             |                            |               |              |
| Датчики                | Камера                 | -                   | -                   | -                   | -                   | 2                     | 2             |                            |               |              |
| Датчики                | Сканирующий дальномер  | -                   | -                   | -                   | -                   | -                     | Да            |                            |               |              |
| Изображение            |                        |                     |                     |                     |                     |                       |               |                            |               |              |

Примечания:
1.↑  — Приведён для сравнения с HRP-1.
2.↑  — Внешний вид HRP-2 and HRP-3 спроектирован дизайнером Ютака Идзубути.

### Спецификации
- HRP-2P  (яп.) — «Кавада индастриз».
- HRP-2  (англ.) — «Кавада индастриз».
- HRP-3P  (яп.) — «Кавада индастриз».
- HRP-3 Архивная копия от 22 июля 2011 на Wayback Machine  (англ.) — «Кавада индастриз».
- HRP-4  (яп.) — «Кавада индастриз».
- HTP-4  (яп.) — AIST.